# 1900
Cette page concerne l'année 1900  du calendrier grégorien. Pour l'année 1900 av. J.-C., voir 1900 av. J.-C. Pour le nombre 1900, voir 1900 (nombre). Pour les autres significations, voir 1900 (homonymie).
L'année 1900 est une année séculaire et une année commune qui commence un lundi.
C'est la dernière année du XIXe siècle et une année bissextile commençant un samedi dans le calendrier julien alors en usage en Russie. En conséquence, le calendrier julien a 12 jours de retard sur le calendrier grégorien jusqu'au mercredi 28 février (16 février julien) et 13 jours de retard depuis le jeudi 1er mars (17 février julien).

## En bref
- 15 avril - 12 novembre : exposition universelle de Paris.
- 22 avril : défaite et mort de Rabah à la bataille de Kousséri.
- 20 juin - 14 août, Chine : siège des légations à Pékin pendant la révolte des Boxers[1].
- Poursuite de la seconde guerre des Boers en Afrique du Sud.

## Événements

### Afrique
- 1er janvier : le Nigeria devient un protectorat britannique. La Royal Niger Company remet ses privilèges au gouvernement britannique[2]. Le haut-commissaire Frederick Lugard annexe les émirats septentrionaux, placés sous administration indirecte (indirect rule)[3] ; les Britanniques proclament l’abolition de l’esclavage[4].
- 5 janvier : l’expédition de Flamand et Pein s’empare de l’oasis d’In Salah dans le Sahara algérien[5].
- 10 mars : Buganda Agreement négocié par les Britanniques[6] : la terre est divisée en square miles et distribué à l’aristocratie bougandaise (1 000 personnes en 1900, puis 4 000 à la suite des protestations des chefs qui n’ont pas eu droit au partage).
- 23 mars : inauguration par le général Pennequin à Tananarive de l'Institut Pasteur de Madagascar, chargé d'étudier les pathologies locales, de mettre au point de nouvelles techniques médicales et de diffuser des vaccins[7].
- 28 mars : War of the Golden Stool. Rébellion Ashanti en Côte de l'Or. Le gouverneur Frederic Mitchell Hodgson est assiégé dans Kumasi (fin le 30 septembre)[8].
- 16 avril : début d’une épidémie de fièvre jaune au Sénégal (fin le 28 février 1901[9].
- 22 avril : Rabah est vaincu et tué à la bataille de Kousséri par les forces réunies des trois missions françaises au Tchad et son empire est détruit. Le Commandant Lamy est tué dans la bataille. Le Ouadaï est occupé. Fadl Allah, fils de Rabah, tente de poursuivre la lutte, mais pourchassé par les colonnes françaises, il est tué en août 1901[10].
- 13 mai : Abd al-‘Aziz monte sur le trône du Maroc à la mort du régent Ba Ahmed. Son manque de personnalité fait penser à l’opinion publique et aux observateurs étrangers que le Maroc s’achemine vers la perte de son indépendance[11]. Sa mère lui impose comme grand vizir El Hadj el-Moktar qui ne gouverne que quelques mois.
- 2 juin : mort en captivité au Gabon de l’almami Samori Touré[12].
- 19 juin : création du Comité spécial du Katanga[13].
- 27 juin : transfert de la Guinée équatoriale à l’Espagne au traité de Paris[14].
- 23 - 25 juillet : première Conférence panafricaine réunie au Westminster Hall de Londres par W.E.B. DuBois[15].
- 5 septembre : création du territoire militaire des pays et protectorats du Tchad[16].
- 19 décembre, Algérie : la colonie est dotée d’un budget propre[17]. Ce nouveau statut favorisera la constitution de grands domaines agricoles.
- Famine « Ize-Neere » (vente des enfants) au Sahel (1900-1903)[18].
- Création de l'Indian Association of Mombasa[19].

#### Afrique australe
- 10 janvier, Afrique du Sud : à la suite de l’échec d’une contre-offensive contre les Boers, lord Roberts et Herbert Kitchener prennent le commandement des forces britanniques[20]. le Royaume-Uni mobilise 450 000 soldats en Afrique du Sud[21], dont la majorité sont venus de la métropole, le reste étant pris sur place parmi les Blancs d’origine britannique.

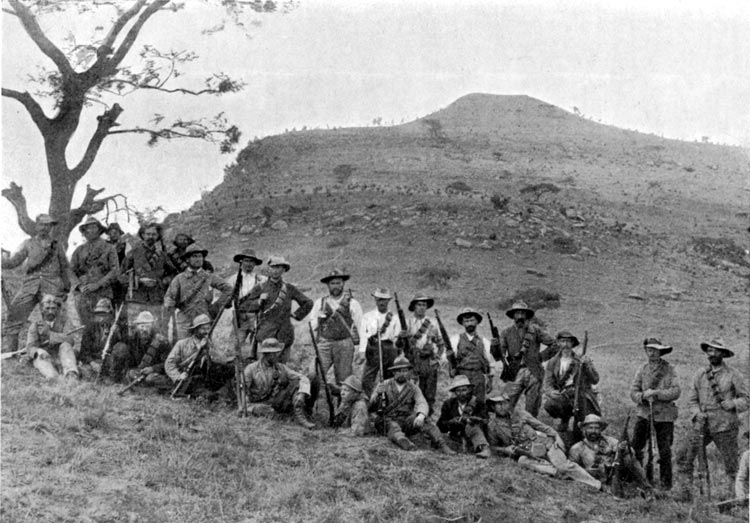
24 janvier : Boers à Spion Kop.

- 23 - 24 janvier : sanglant échec des troupes britanniques de Redvers Buller lors de la bataille de Spion Kop, dans la seconde guerre des Boers[20].
- 11 février : début de la troisième phase de la seconde guerre des Boers ; contre-offensive britannique victorieuse menée par Frederick Roberts[22].
- 15 février : les Boers lèvent le siège de Kimberley[22].
- 27 février : les troupes britanniques remportent à Paardeberg une victoire décisive sur les Boers[23].
- 28 février : libération de Ladysmith par les troupes britanniques[24].
- 13 mars : les troupes britanniques occupent Bloemfontein après leurs victoires à Poplar Grove (7 mars) et à Driefontein (10 mars)[22].
- 31 mars : début de la phase des guérillas de la seconde guerre des Boers ; victoire des Boers à la bataille de Sanna’s Post et à Mostertshoek (3 au 4 avril)[22].
- 9 au 25 avril : échec du siège de Jammerbergdrift par les Boers[22].
- 3-10 mai : les Boers de Louis Botha tentent en vain d'arrêter l'avance britannique à Brandfort (3 mai), à Vet River (5 mai) et à Sand River (7 et 10 mai)[25].
- 17 mai : fin du siège de Mafeking[26].
- 28 mai : l’État libre d’Orange devient colonie de la couronne[22].
- 29 mai : victoire des Boers à la bataille de Biddulphsberg[22].
- 31 mai : les troupes britanniques occupent Johannesburg[22].
- 7 juin : victoire des Boers à la bataille de Roodewal[22].
- 5 juin : défaite des Boers et occupation de Pretoria par les Britanniques de lord Roberts[22].
- 11 - 12 juin : victoire britannique à la bataille de Diamond Hill[24].
- 21 - 27 août : victoire britannique à la bataille de Bergendal, au Transvaal[27].
- 1er septembre : le Transvaal devient colonie britannique[22]. La résistance des Boers se poursuit pendant deux ans.

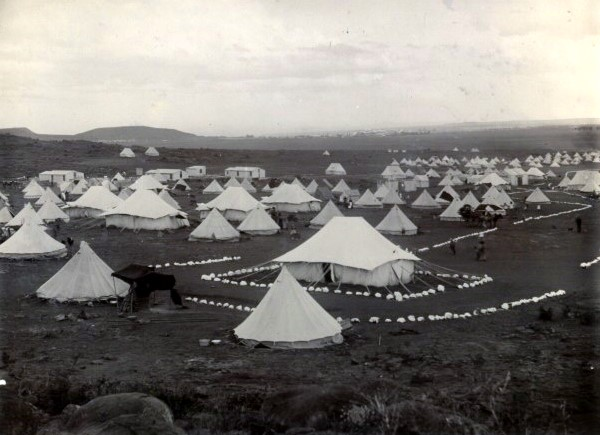
Le camp de concentration de Bloemfontein.

- 22 septembre : le major-général J. G. Maxwell, gouverneur du Transvaal, annonce la mise en place de deux camps de concentration à Pretoria et à Bloemfontein pour y interner les prisonniers boers, en majorité des femmes et des enfants[28] : 25 000 y périssent. Les faits sont rapportés par la presse et réveillent en France et en Allemagne les sentiments anglophobes.
- 6 novembre : défaites du kommando de Christiaan de Wet à la bataille de Bothaville[29].
- 7 novembre : victoire des Boers à la bataille de Leliefontein[29].
- 13 décembre : victoire des Boers à la bataille de Nooitgedacht[30].

### Amérique
- 5 février : signature du premier traité anglo-américain Hay-Pauncefote pour le canal de Panama[31]. Le Royaume-Uni renonce à ses droits sur le canal qui sera construit par les seuls États-Unis dans une zone neutre et non fortifiée. Les États-Unis s’engagent à le laisser ouvert à la circulation des navires de commerce et de guerre.
- 12 avril : le Congrès des États-Unis se prononce pour l’établissement d’un gouvernement civil à Porto Rico[32].
- 19-21 juin: la Convention républicaine se réunit à Philadelphie et désigne William McKinley comme candidat à la présidence.
- Juillet: la Convention démocrate se réunit à Kansas City et désigne William Jennings Bryan comme candidat à la présidence.
- 31 juillet : coup d’État en Colombie[33] ; José Manuel Marroquín prend le pouvoir le 7 août (fin en 1904);
- 5 novembre : à la suite d’élections tenues le 15 septembre, ouverture d’une assemblée constituante chargée de rédiger une constitution libérale à Cuba[34].
- 6 novembre : le républicain William McKinley (R) est réélu président des États-Unis[35].
- 1er décembre : Rio Branco obtient le règlement du litige franco-brésilien sur la frontière avec la Guyane avec l’arbitrage des Suisses au profit du Brésil[36].

### Asie et Pacifique
- Février : Chian Keisatsu Hō. Nouvelles lois sur le maintien de l’ordre au Japon[37]. Elles sont essentiellement destinées à réprimer l’agitation ouvrière. Par ailleurs, l’état-major impose ses vues au gouvernement. Désormais, les ministres des armées devront être choisis dans les rangs des officiers d’active.
- 20 avril : Niue devient un protectorat britannique puis est annexée par la Nouvelle-Zélande (11 juin 1901)[38].

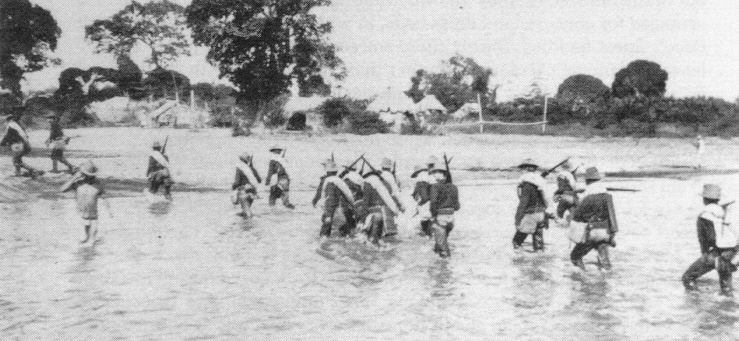
25 avril : le volontaire d’infanterie débarque à Marinduque (Philippines).

- 30 avril : vote du Hawaiian Organic Act, qui entre en vigueur le 14 juin. Le territoire d’Hawaï est officiellement intégré aux États-Unis[39].
- 3 juin, Philippines : une seconde commission américaine, nommée le 6 février, débarque à Manille, sous la direction de William Howard Taft[40]. Elle prend possession de l’administration de l’archipel et autorise la formation d’un parti fédéral philippin sous réserve qu’il accepte la paix sous contrôle américain le 23 décembre[41].
- 9 juillet : à la suite de l’adoption du « Commonwealth of Australia Constitution Act », l’Australie devient un État fédéral[42].
- 11 août : nouvelle convention archéologique franco-persane qui confirme le monopole français sur les recherches archéologiques en Iran[43]. La France obtient l’exclusivité d’acquisition des objets découverts en Susiane (Khûzistân).
- À Bornéo, seul le territoire de Banjarmasin est sous contrôle gouvernemental des Indes orientales néerlandaises en 1900. Les Hollandais étendent leur administration directe à partir de là, mais doivent laisser aux Britanniques la partie nord-ouest de l’île[44].
- L’épidémie de peste bubonique qui ravage l'empire britannique des Indes depuis quatre ans marque le pas[45].
- En décembre, fin de la famine en Inde qui a fait entre 1 et 4,5 millions de morts depuis 1899[46].

#### Chine
- 27 mai : une force de plus de 10 000 Boxers prend Zhuozhou dans le Zhili[47].
- 31 mai : les légations étrangères en Chine sont renforcées par des troupes européennes, américaines et japonaises ; le 6 juin, les Boxers sont battus par les troupes alliées devant Tianjin[47].

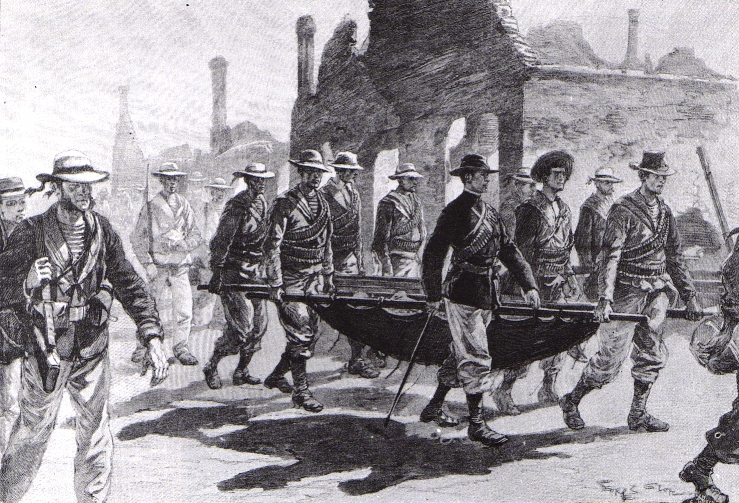
10 juin : l’amiral Seymour à Tianjin.

- 10 - 26 juin : les résidents étrangers et les représentants des puissances tentent de résister. L’amiral anglais Seymour marche de Tianjin sur Pékin à la tête de deux mille hommes mais doit battre en retraite[48].
- 13 juin, Pékin : les Boxers massacrent les prêtres et les chrétiens indigènes[1]. Le lendemain, ils assaillent les légations[47].
- 17 juin : les puissances étrangères s’emparent des forts de Taku[49].
- 20 juin : le ministre allemand Klemens von Ketteler est assassiné[47]. Début du siège des légations à Pékin[1]. Les 55 Jours de Pékin voient la résistance de 1 075 civils, 450 militaires européens et japonais, et 2 300 Chinois christianisés contre les Boxers.
- 21 juin : l’impératrice Cixi déclare officiellement la guerre aux puissances étrangères[49]. Elle encourage l’agitation des sociétés secrètes anti-européennes, mais son action n’est pas suivie par les vice-rois du Sud et du Yangzi Jiang, ni même par Yuan Shikai, alors gouverneur du Shandong[48].
- 22 juin : découverte des manuscrits de Dunhuang, datés de 406 à 1002, écrits en chinois, tibétain et sanskrit, par Wang Yuanlu, un moine taoïste chinois dans une grotte de l’oasis[50].
- 3 juillet : deuxième note de John Hay sur la « Porte ouverte ». Dans la crainte de voir les puissances européennes se partager la Chine, les États-Unis pressent ces puissances de respecter l’intégrité du territoire chinois et de s’en tenir à leur sphère d’influence[51].

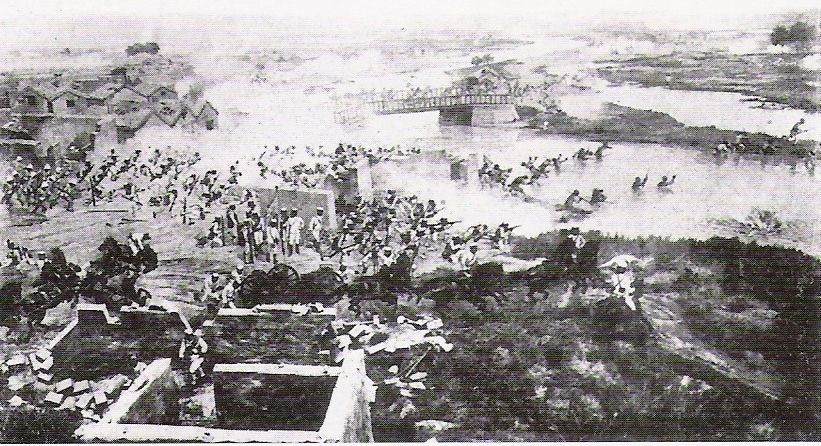
14 juillet : prise de Tianjin.

- 13-14 juillet : une expédition dirigée par le maréchal allemand Alfred von Waldersee prend Tianjin[52].
- 14 août : les Occidentaux reprennent Pékin qui est mise à sac. Fin des Cinquante-cinq Jours[48]. Cixi fuit vers le Shaanxi, déguisée en paysanne. Des expéditions punitives sont organisées par les Allemands en Chine septentrionale. Le vieux Li Hongzhang, nommé vice-roi du Zhili négocie la paix avec les puissances. Les Russes profitent de la guerre pour occuper militairement la Mandchourie.
- 16 octobre : signature de l’accord de Yangzi qui clôt la période de troubles en Chine[53].
- Soulèvement contre le recrutement militaire en Mongolie[54].
- Initiative infructueuse des États-Unis pour obtenir un bail sur la baie de Sansha (Fujian), face à Formose[55].

### Europe
- 1er janvier : le Code civil allemand (BGB= Bürgerliches Gesetzbuch) entre en vigueur[56].
- 19 janvier : gouvernement d’Ernst von Koerber en Autriche-Hongrie (fin le 31 décembre 1904)[57]. Il est chargé d’apaiser les tensions nationales dans l’empire.
- 5 janvier : le leader nationaliste irlandais John Edward Redmond appelle au soulèvement contre l’autorité britannique[58].
- 27-28 février : création au Royaume-Uni du Labour Representation Commitee, prélude à la fondation du Parti travailliste (Labour Party), dont Ramsay MacDonald devient le secrétaire. Il rassemble les représentants du TUC, de la SDF, des Fabiens et du parti indépendant du travail. Il passe de 350 000 adhérents à 850 000 en 1903.
- 1er avril : création en Bohême du parti populaire tchèque, couramment appelé « Parti réaliste », présidé par Tomas Masaryk en vue d’obtenir l’égalité des droits entre Allemands et Tchèques[59].
- 4 avril : échec d’un coup de feu tiré par le jeune Jean-Baptiste Sipido contre le Prince de Galles à la gare du Nord à Bruxelles, lors de la célébration de l’anniversaire du roi des Belges Léopold II[58].
- 15 avril - 12 novembre : exposition universelle de Paris[60].
- Avril : crise économique en Allemagne due à la surproduction industrielle et à la spéculation (fin en 1902)[61].
- 6 mai : visite officielle de l’empereur François-Joseph d’Autriche à Berlin à l’occasion de la majorité du prince héritier[62]. L’empereur d’Autriche et Guillaume II d’Allemagne réaffirment l’alliance austro-allemande.
- 14 juin : loi navale en Allemagne, qui porte atteinte à la suprématie maritime britannique[63].
- 20 juin (7 juin du calendrier julien) : le russe devient la langue officielle de l’administration finlandaise[64].
- 17 juillet : première émigration de Lénine en Allemagne (fin en novembre 1905)[65].
- 19 juillet : mise en service de la première ligne du métro parisien entre Porte Maillot et Porte de Vincennes.
- 29 juillet : assassinat du roi Humbert Ier d’Italie à Monza par l’anarchiste Gaetano Bresci[58].
- 17 octobre : Bernhard von Bülow remplace comme chancelier du Reich allemand le prince Chlodwig de Hohenlohe-Schillingsfürst, démissionnaire. Il s’assure l’appui d’une majorité de droite comprenant tous ceux qu’effraient les menaces sur l’ordre social (fin en 1909)[66].
- 23 octobre : gouvernement conservateur de Marcelo Azcárraga Palmero en Espagne (fin le 6 mars 1901)[67].
- 15 décembre : fondation à Bruxelles du Bureau socialiste international[68].

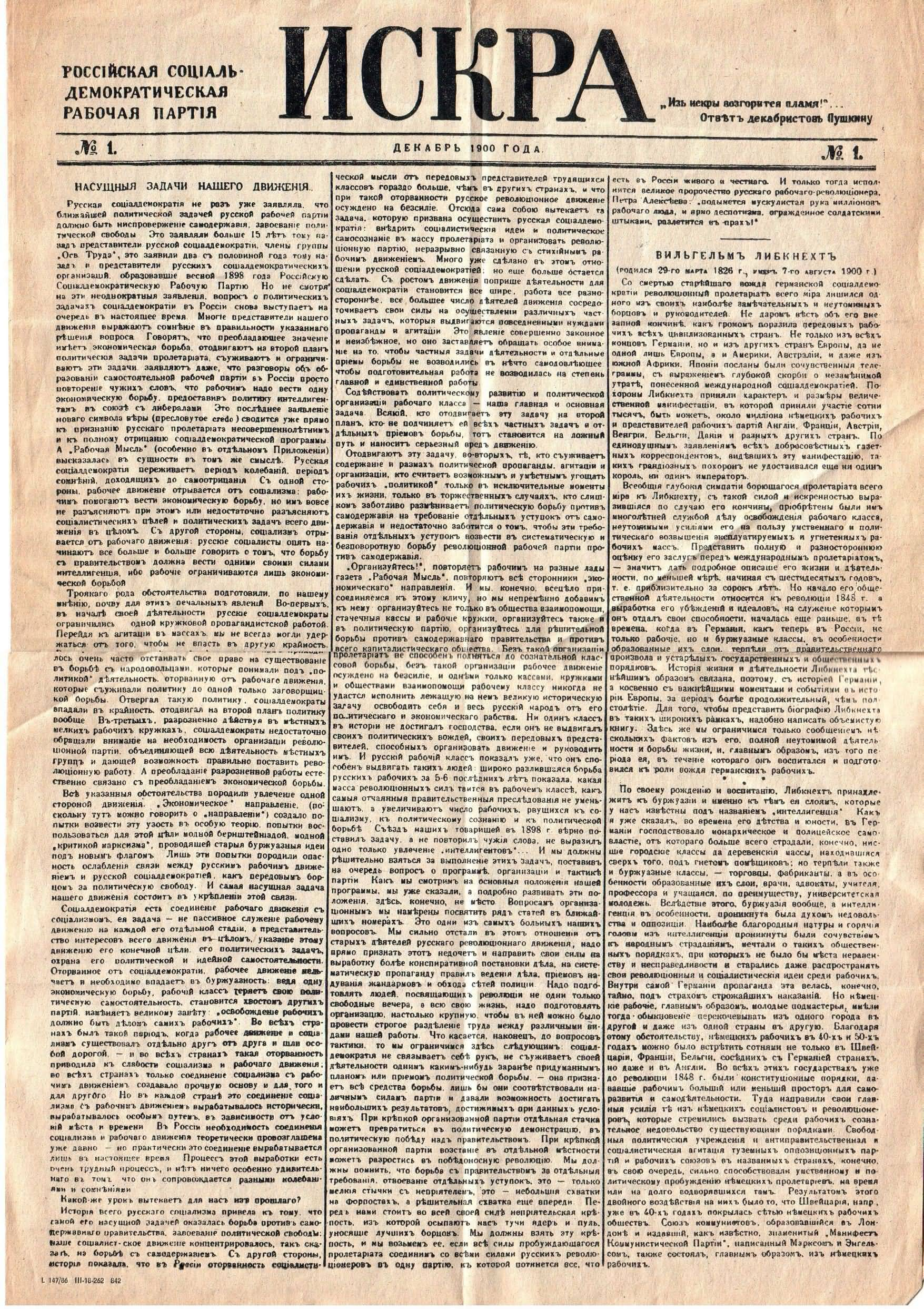
24 décembre : premier numéro de l’Iskra.

- 24 décembre (11 décembre du calendrier julien) : publication de l’Iskra (« l’Étincelle ») à Leipzig[69] par le groupe constitué par Lénine, Martov, Potressov, Plekhanov, Axelrod et Véra Zassoulitch, pour lutter contre l’économisme (la limitation des revendications ouvrières au seul terrain de l’économie) et créer une structure de comités clandestins en Russie.
- Fondation de Huszadik Század (Vingtième Siècle, 1900-1919), revue radicale hongroise dirigée par Gusztáv Gratz (en)[70].
- Publication en Finlande de la Russie révolutionnaire (Révolutsionnaïa Rossia), organe des socialistes révolutionnaires[71].
- Bucarest subventionne les écoles des Vlaks de Macédoine (bergers nomades de langue latine) et réclame pour eux du Patriarcat de Constantinople un statut religieux particulier[72].